# Montesia
Montesia – rodzaj chrząszczy z rodziny kózkowatych i z podrodziny zgrzypikowych. 

## Zasięg występowania
Przedstawiciele tego rodzaju występują w Ameryce Płd. i Środkowej od Kostaryki na płn. po Boliwię i Brazylię na płd..

## Systematyka
Do Montesia zaliczane są 4 gatunki:
- Montesia bosqi
- Montesia elegantula
- Montesia fasciolata
- Montesia leucostigma